# Face Yourself
Face Yourself é o terceiro álbum de estúdio japonês (quinto em geral) do grupo sul-coreano BTS. Ele foi lançado em 3 de abril de 2018, sendo composto por 12 faixas, incluindo as versões japonesas de músicas lançadas anteriormente dos álbuns Wings e Love Yourself:Her, além de três faixas originais em japonês: "Don't Leave Me", "Let Go" e "Crystal Snow". O álbum estreiou na 43º posição na parada da Billboard 200, o que fez dele o terceiro álbum japonês bem mais sucedido na história do gráfico. É o primeiro álbum japonês do grupo a ser certificado como Platina pela RIAJ.

## Lançamento
O álbum foi anunciado em 1 de fevereiro de 2018, juntamente com a data de lançamento em 4 de abril e detalhes de três edições limitadas do álbum. Uma lista de faixas provisória revelou novas gravações japonesas das músicas "Go Go" e "Best of Me" do EP coreano de 2017 Love Yourself: Her, bem como a inclusão de "Crystal Snow", originalmente lançada em dezembro de 2017 como parte de um triplo A-side single album com as versões japonesas de "Mic Drop" e "DNA". A tracklist completa foi lançada em 8 de março.
No mesmo dia, "Don't Leave Me" foi anunciada como a música tema de abertura do drama japonês Signal, um remake da série de televisão sul-coreana de 2016 com o mesmo nome. Uma prévia da música foi ao ar em 15 de março, fazendo com que ela entrasse no Billboard Japan Hot 100 antes de seu lançamento oficial, entrando na 25º posição.

## Desempenho Comercial
O álbum estreou em 1º no chart "Daily CD Album" da Oricon. Ele permaneceu em primeiro lugar por sete dias consecutivos, o que resultou em seu número 1 na parada de álbuns semanais, com mais de 282.000 unidades vendidas, quebrando um recorde de seis anos e cinco meses de duração, anteriormente mantido pelo grupo feminino KARA, de vendas mais altas da primeira semana de um artista coreano no chart da Oricon, e também o álbum de maior bilheteria de um artista masculino no chart da Oricon de 2018 até o momento. O álbum caiu de seu lugar no topo do Daily chart para o 12º lugar em seu oitavo dia no chart, mas voltou a subir ao longo das semanas seguintes, ficando em 2º lugar. O álbum passou treze semanas consecutivas no chart da Oricon,com 324.381 unidades acumuladas vendidas, e recebeu a certificação de Platina pela RIAJ em 10 de maio.
Em junho, a Oricon revelou que Face Yourself e BTS foram os dez primeiros de seus ranking de "Album Ranking" e "Artist Sales Ranking" no primeiro semestre de 2018, ficando em quarto e sexto lugar, respectivamente. Eles foram os únicos artistas coreanos a se classificar em ambos os charts, e o artista internacional de melhor ranking também. A Tower Records Japonesa relatou que o álbum foi o segundo álbum mais vendido de um artista coreano no Japão em 2018.

## Edições
Existem quatro versões deste álbum disponíveis: Tipo A, Tipo B, Tipo C, e a versão regular. Todos os álbuns compartilham a mesma lista de faixas, enquanto apenas o Tipo A e B apresentam conteúdo visível em Blu-ray ou DVD.
- Edição limitada Tipo A (UICV-9277): Esta edição vem com um disco Blu-ray e um livro de 32 páginas.
- Edição limitada Tipo B (UICV-9278): Esta edição vem com um DVD e um livro de 32 páginas.
- Edição limitada Tipo C (UICV-9279): Esta edição vem com um livro de 68 páginas.
- Edição Regular (UICV-1095): Esta edição inclui apenas o CD e um livro de 24 páginas.

## Lista de músicas

### Original
| Type A·B·C and Regular CD |                                         |                      |         |  |
| N.º                       | Título                                  | Produtor(es)         | Duração |  |
| 1.                        | "Intro: Ringwanderung"                  | UTA                  | 1:26    |  |
| 2.                        | "Best of Me" (Versão japonesa)          | Andrew Taggart Pdogg | 3:47    |  |
| 3.                        | "Blood Sweat & Tears" (Versão japonesa) | Pdogg                | 3:36    |  |
| 4.                        | "DNA" (Versão japonesa)                 | Pdogg                | 3:43    |  |
| 5.                        | "Not Today" (Versão japonesa)           | Pdogg                | 3:53    |  |
| 6.                        | "MIC Drop" (Versão japonesa)            | Pdogg                | 3:58    |  |
| 7.                        | "Don't Leave Me"                        | UTA                  | 3:47    |  |
| 8.                        | "Go Go" (Versão japonesa)               | Pdogg                | 3:57    |  |
| 9.                        | "Crystal Snow"                          | SOMA GENDA           | 5:23    |  |
| 10.                       | "Spring Day" (Versão japonesa)          | Pdogg                | 4:36    |  |
| 11.                       | "Let Go"                                | UTA                  | 4:59    |  |
| 12.                       | "Outro: Crack"                          | UTA                  | 1:14    |  |
| Duração total:            | Duração total:                          | Duração total:       | 44:19   |  |

### Edição Limitada Tipo A·B
| Face Yourself Blu-ray + DVD |                                                     |         |  |
| N.º                         | Título                                              | Duração |  |
| 1.                          | "Blood Sweat & Tears Music Video" (Japanese ver.)   |         |  |
| 2.                          | "MIC Drop Music Video" (Versão japonesa)            |         |  |
| 3.                          | "MIC Drop Music Video" (Japanese ver.) (dance edit) |         |  |
| 4.                          | "Japan Documentary 5 Days"                          |         |  |
| 5.                          | "DNA" (Live @ Yokohama Arena Event)                 |         |  |
| 6.                          | "MIC Drop" (Live @ Yokohama Arena Event)            |         |  |
| 7.                          | "Making of Album Jacket Photos"                     |         |  |

## Desempenho nas paradas musicais

### Álbum
| Parada                               | Posição |
| ------------------------------------ | ------- |
| Japan Oricon Daily Album Chart       | 1       |
| Japan Hot Albums (Billboard)         | 1       |
| US World Albums (Billboard)          | 1       |
| New Zealand Heatseeker Albums (RMNZ) | 7       |
| Canadian Albums (Billboard)          | 40      |
| France Digital Albums (SNEP)         | 40      |
| Austrian Albums (Ö3 Austria)         | 42      |
| US Billboard 200                     | 43      |
| Swiss Albums (Schweizer Hitparade)   | 62      |
| Australian Albums (ARIA)             | 71      |
| Irish Albums (IRMA)                  | 72      |
| Irish Albums (IRMA)                  | 78      |
| Belgian Albums (Ultratop Flanders)   | 94      |
| Spanish Albums (PROMUSICAE)          | 96      |
| Dutch Albums (MegaCharts)            | 116     |

## Histórico de lançamento
| País  | Data               | Formato              | Corporação  |
| ----- | ------------------ | -------------------- | ----------- |
| Japão | 3 de abril de 2018 | CD, Download Digital | Pony Canyon |